# آرون وولف
آرون فيليب وولف (ウルフ・アロン ، Wurufu Aron، ولد في 25 شباط\فبراير 1996) هو لاعب جودو ياباني، فاز بميدالية ذهبية في بطولة العالم للجودو 2017 التي أقيمت في بودابست وفاز بميدالية ذهبية في الألعاب الأولمبية الصيفية 2020. والده مواطن أمريكي.
أصبح وولف أول رياضي من أصل أمريكي يفوز ببطولة اليابان للوزن المفتوح (فوق الثقيل) للجودو بفوزه في 29 أبريل 2019.
تأهل بنجاح لتمثيل اليابان في دورة الألعاب الأولمبية الصيفية 2020، وفاز بالميدالية الذهبية في مسابقة 100 كغم في الأولمبياد الذي أقيم في طوكيو، اليابان. 

## روابط خارجية
- آرون وولف على موقع الفيدرالية الدولية للجودو (الإنجليزية)
- آرون وولف على موقع JudoInside.com (الإنجليزية)
- آرون وولف على موقع AllJudo.net (الفرنسية)
- آرون وولف على موقع اللجنة الأولمبية الدولية (الإنجليزية)
- آرون وولف على موقع أوليمبيديا (الإنجليزية)